# Creu de la Valldan
La Creu de la Valldan és una creu de terme de Berga (Berguedà) situada al peu del camí que va del nucli de la Valldan cap a l'església de Sant Bartomeu de la Valldan.
Presenta un peu de pedra i una creu de ferro. La creu, situada al capdamunt d'un fust o pilar que al seu torn es sustenta sobre un sòcol circular, sembla ser més moderna que el peu.